# Malenska vas
Malenska vas – wieś w Słowenii, w gminie Mirna Peč. W 2018 roku liczyła 75 mieszkańców.